# Підлісне (Липовецька міська громада)
Підлісне — селище в Україні, у Липовецькій міській громаді Вінницького району Вінницької області. Населення становить 39 осіб.

## Історія
12 червня 2020 року, розпорядженням Кабінету Міністрів України № 707-р «Про визначення адміністративних центрів та затвердження територій територіальних громад Вінницької області», увійшло в Липовецьку міську громаду.
19 липня 2020 року, в результаті адміністративно-територіальної реформи та ліквідації Липовецького району, село увійшло до складу Вінницького району.